# Sint-Antoniushuis (Acht)
Het Sint-Antoniushuis is een voormalig klooster in de tot de gemeente Eindhoven behorende plaats Acht, gelegen aan Amstelstraat 112.

## Geschiedenis
Sedert 1903 waren de Zusters Franciscanessen Missionarissen van Maria (FMM) in Acht gevestigd. Hun taak lag in onderwijs, wijkverpleging en zorg voor weeskinderen en bejaarde vrouwen. Deze congregatie kwam in financiële moeilijkheden en de Franciscanessen van Denekamp namen in 1910 het klooster over. Zij hielden zich bezig met kleuter- en basisonderwijs en wijkverpleging.
In 1915 werden enkele klaslokalen bijgebouwd naar ontwerp van Louis Kooken. In 1928 begonnen de zusters ook met het geven van naailessen. Ondertussen namen zij in 1918 ook een klooster te Acht over dat had toebehoord aan de Franciscanessen van het Duitse Thuine.
Van 1920-1980 was er in het klooster ook een internaat gevestigd voor kinderen die veel aandacht nodig hadden zoals weeskinderen en (licht) verstandelijk gehandicapten. In 1935 werd een bewaarschool met tuin en boomgaard aangekocht en in 1936 werd een nieuw Sint-Antoniushuis gebouwd dat als bejaardenhuis dienst zou gaan doen. In 1937 werd de kapel van dit huis ingezegend. Het oude klooster werd uiteindelijk afgebroken.
In 1987 vertrokken de laatste zusters. Ondertussen was het huis verbouwd en waren er ook een 50-tal aanleunwoningen aangebouwd. In 1993 kwam het huis in bezit van de Stichting Woonvormen Noord-Deurningen en bleef het als zodanig een centrum voor ouderen onder de naam: Antoniushuis.